# Cynosurus turcomanicus
Cynosurus turcomanicus är en gräsart som beskrevs av Proskur.. Cynosurus turcomanicus ingår i släktet kamäxingar, och familjen gräs. Inga underarter finns listade i Catalogue of Life.